# 嶺北広域行政事務組合

嶺北広域行政事務組合

嶺北広域行政事務組合（れいほくこういきぎょうせいじむくみあい）は、高知県長岡郡本山町、同郡大豊町、土佐郡土佐町、同郡大川村により構成される一部事務組合（特別地方公共団体）である。

## 組織

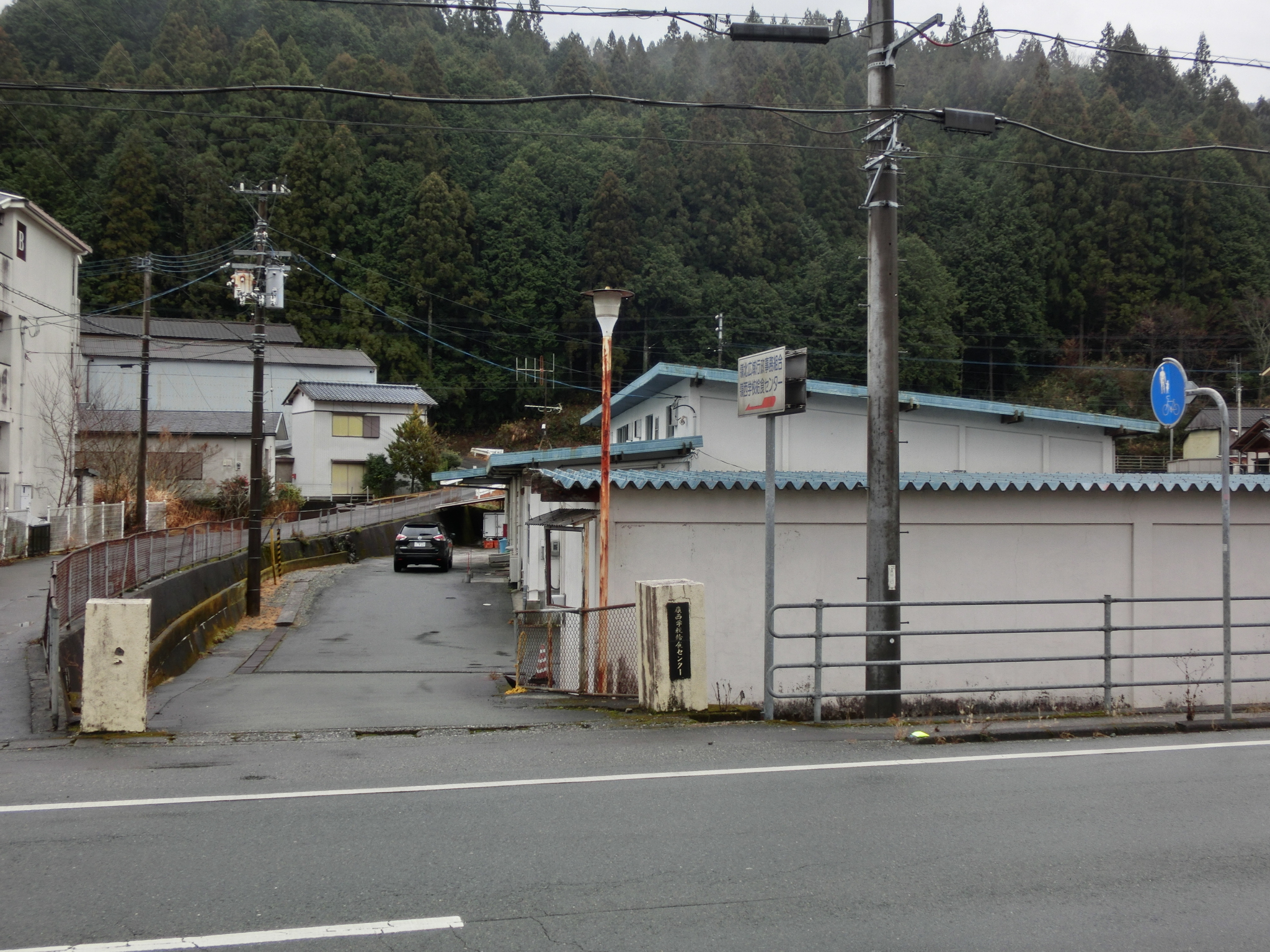
嶺西学校給食センター

- 事務局
  - 嶺北広域介護認定審査会
  - 嶺北広域障害支援区分認定審査会
  - 嶺北斎苑(火葬場)
  - 嶺北衛生センター
  - 嶺北広域清掃センター
  - 嶺北広域最終処分場
- 嶺北消防本部
- 嶺西学校給食センター

## 歴史
- 昭和48年5月 - 嶺北消防組合設置
- 昭和54年3月 - 嶺北消防組合廃止
- 昭和54年4月 - 一部事務組合（嶺北広域行政事務組合）として発足

## 消防本部

### 所在地
- 消防本部・消防署-高知県長岡郡本山町本山995番地 
  - 大豊分署-高知県長岡郡大豊町黒石348番地7

### 組織
- 消防本部
  - 総務係
  - 予防係
  - 警防係
  - 消防係
- 嶺北消防署
  - 大豊分署

### 歴史
- 昭和48年5月 - 嶺北消防組合設置
- 昭和48年6月 - 嶺北消防署開署
- 昭和48年9月 - 嶺北消防署大豊出張所開所
- 昭和49年4月 - 嶺北消防署、嶺北消防署大豊出張所がそれぞれ新庁舎に移転
- 昭和49年7月 - 大川本川出張所開所
- 昭和50年3月 - 大川本川出張所が新庁舎に移転
- 昭和54年3月 - 嶺北消防組合廃止
- 昭和54年4月 - 一部事務組合（嶺北広域行政事務組合）として発足
- 昭和62年10月 - 嶺北消防署高速分遣所開所
- 平成10年4月 - 大豊出張所及び大川本川出張所が分署に昇格
- 平成16年10月1日 - 土佐郡本川村が伊野町・吾北村と合併、いの町となり、組合を離脱。旧本川村域の常備消防は嶺北消防本部が引き続き管轄。
- 平成18年3月31日 - 大川本川分署閉鎖。
- 平成18年4月1日 - いの町旧本川村域の常備消防が仁淀消防組合に移管される。
- 平成29年4月 - 大豊分署が新庁舎に移転

### 装備
- 普通消防ポンプ車-1
- 水槽付ポンプ車-2
- 救助工作車-1
- 高規格救急車-3
- 指揮車-1
- 広報車-1
- 搬送車-1

## 公式サイト
- 嶺北広域行政事務組合
- 嶺北消防本部